# قرعه
قرعه نام مجموعه تلویزیونی است که برای عید نوروز سال ۹۵ به کارگردانی برزو نیک نژاد کلید خورده‌است.
این سریال جایگزین سریال پادری یا دودکش ۲ شده‌است.

## داستان
داستان این مجموعه دربارهٔ چند خانواده بوده که هم محله هستند آنها مبلغی را وسط می‌گذارند و سپس قرعه کشی می‌کنند تا ببینند این مبلغ به کدام خواهد رسید و این در حالی است که ایام نوروز نزدیک بوده و همه خانواده‌ها با مشکلات مالی زیادی دست و پنجه نرم می‌کنند.

## بازیگران
| عنوان           | بازیگر             | نقش         | توضیحات                                        |
| --------------- | ------------------ | ----------- | ---------------------------------------------- |
| خانواده نصرت    | حمیدرضا آذرنگ      | نصرت بالایی | پسر آقاعوض، همسر نصرت‌خانم، پدر فهیمه           |
| خانواده نصرت    | هدایت هاشمی        | آقاعوض      | پدر نصرت                                       |
| خانواده نصرت    | فریبا متخصص        | نصرت‌خانم    | همسر نصرت، مادر فهیمه                          |
| خانواده نصرت    | فرانک تمنایی       | فهیمه       | دختر نصرت و نصرت‌خانم، همسر داوود، مادر امیر‌علی |
| خانواده نصرت    | مصطفی ساسانی       | داوود       | داماد نصرت، همسر فهیمه، پدر امیر‌علی            |
| خانواده نصرت    | پارسیا شکوری فر    | امیرعلی     | پسر فهیمه و داوود                              |
| خانواده فتحی    | غلامرضا نیکخواه    | فتحی        | همسر سوری‌خانم، پدر جمشید و پرستو               |
| خانواده فتحی    | فروغ قجابگلی       | سوری‌خانم    | همسر فتحی، مادر جمشید و پرستو                  |
| خانواده فتحی    | اشکان اشتیاق       | جمشید       | پسر سوری‌خانم و فتحی، برادر پرستو               |
| خانواده فتحی    | سارا همتی          | پرستو       | دختر سوری‌خانم و فتحی، خواهر جمشید              |
| خانواده جهانگیر | محمدرضا علیمردانی  | جهانگیر     | همسر فریبا، باجناق عادل                        |
| خانواده جهانگیر | نسرین نصرتی        | فریبا       | همسر جهانگیر، خواهر مرجان                      |
| خانواده جهانگیر | امیر کربلایی زاده  | عادل        | همسر مرجان، باجناق جهانگیر                     |
| خانواده جهانگیر | سحر ولدبیگی        | مرجان       | همسر عادل، خواهر فریبا                         |
| خانواده جهانگیر | صفا آقاجانی        | قمرخانم     | مادر عادل                                      |
| خانواده جهانگیر | ملیکا پارسا        |             | دختر جهانگیر و فریبا                           |
| خانواده آذر     | پرستو گلستانی      | آذرخانم     | مادر شاهین                                     |
| خانواده آذر     | میثاق جمشیدی       | شاهین       | پسر آذر‌خانم، خواستگار پرستو                    |
| خانواده رضا     | علی صالحی          | رضا         | همسر زهره                                      |
| خانواده رضا     | نازنین کریمی       | زهره        | همسر رضا                                       |
| خانواده رضا     | ساحل بکرانی        | نوزاد       | دختر رضا و زهره                                |
| خانواده رضا     | صبا محمدی          | هانیه       | دختر رضا و زهره                                |
| اهالی محله      | داریوش سلیمی       | عباس‌آقا     | همسر مرجان، فرش فروش                           |
| اهالی محله      | مهتاب حسینی        | مهتاج‌خانم   | همسر عباس‌آقا                                   |
| اهالی محله      | شهربانو موسوی      | زینت‌خانم    | صاحبخانه رضا و مرجان                           |
| اهالی محله      | آرش نوذری          |             | همسایه نصرت، مار‌ فروش                          |
| اهالی محله      | سارا عابدی         | مرجان       | همسایه نصرت، اهالی محله                        |
| بازیگران مهمان  | شهین تسلیمی        | ملیحه‌خانم   | مادر سیامک، همسر دوم آقاعوض                    |
| بازیگران مهمان  | هومن برق نورد      | سیامک       | پسر ملیحه‌خانم، گوسفند فروش                     |
| بازیگران مهمان  | فراز رسولی مسیب    |             |                                                |
| بازیگران مهمان  | سید آرمین قاسمی    |             |                                                |
| بازیگران مهمان  | سید امیر علی مظلوم |             |                                                |

## عوامل
- کارگردان: برزو نیک‌نژاد

دستیار اول کارگردان: حامد مختاری
دستیار دوم کارگردان: حمیدرضا بیدگل
- مدیر برنامه‌ریزی: احسان سجادی حسینی

دستیار برنامه‌ریز: مینا نیکو
- منشی صحنه: علیرضا فرحزادی

- عکاس و تصویربردار پشت صحنه: شهاب احمدلو و رضا امینیان

- مشاور رسانه‌ای： مجتبی احمدی، مدیر تصویربرداری: محمد ناصری

- تصویربردار: فردین ناصری

دستیار تصویر: محمد بختیاری، سامان ابراهیم زعفری، مجید گودرزی، میلاد کریمی
- طراح صحنه و لباس: آرزو غفوری

دستیاران صحنه و لباس: وحید جعفری، عباس مجری، مهدی سلیمی، سامره جوانمرد، سارا طاهر، 
- طراح چهره پردازی: ایمان امیدواری، دستیاران: سیامک احمدی، سایه غلامی

- مدیر صدابرداری: امیر پرتوزاده

دستیاران: محمدرضا حسینی، علیرضا متقی
- مدیر تدارکات: محمد اسماعیل کلبی آبادی

دستیاران: جواد باقری، نیما فکوری، احسان جهان دیده، بهنام حسینی، عطا براتی، سعید عابدینی‌نیا، مسعود سلگی، بهروز فرزانه، منصور زاویه، پیمان ثابتی، محمد فلاح، جعفر رحیمی